# Флаг сельского поселения Шолохово
Флаг муниципального образования сельское поселение «Шо́лохово» Ржевского района Тверской области Российской Федерации — опознавательно-правовой знак, служащий официальным символом муниципального образования.
Флаг утверждён 25 мая 2011 года и внесён в Государственный геральдический регистр Российской Федерации с присвоением регистрационного номера 6907.

## Описание
«Прямоугольное полотнище голубого цвета, с отношением ширины к длине 2:3, в центре которого волнистая горизонтальная полоса белого цвета шириной 3/20 ширины полотнища, выше которой — дубовая ветвь с семью листьями и четырьмя желудями, расположенная горизонтально, черенком от древка, а ниже — колесо жёлтого цвета со втулкой и спицами».

## Символика
Флаг сельского поселения «Шолохово» отражает исторические, культурные, социально-экономические, национальные и иные местные традиции.
Сельское поселение «Шолохово» было образовано путём объединения трёх сельских округов Шолоховского, Михалёвского и Трубинского, что на флаге поселения отражено единой дубовой веткой с тремя парами листьев. Дубовая ветвь (дуб) символична:
— символ стойкости, крепости, долговечности;
— символ славы и почёта. На территории поселения родились три Героя Советского Союза — И. П. Журавлёв, С. А. Малыгин и Ф. Я. Морозов.
Территорию поселения пересекает река Волга, изображённая на флаге белой волнистой полосой.
Вдоль Волги проходит автодорога «Ржев—Селижарово—Осташков», символически представленная на флаге сельского поселения фигурой колеса. Символика колеса многозначна:
— символ поступательного движения;
— аллегория солнечного круга, символ солнечной энергии (спицы — лучи солнца).
Голубой цвет (лазурь) — символ возвышенных устремлений, искренности, преданности, возрождения.
Белый цвет (серебро) — символ чистоты, открытости, божественной мудрости, примирения.
Жёлтый цвет (золото) — символ высшей ценности, величия, великодушия, богатства, урожая.